# Mombaruzzo
Mombaruzzo ist eine Gemeinde in der italienischen Provinz Asti (AT), Region Piemont.

## Lage und Einwohner
Mombaruzzo liegt 37 Straßenkilometer südöstlich von der Provinzhauptstadt Asti entfernt. Das Gemeindegebiet umfasst eine Fläche von 22 km² und hat 945 Einwohner (Stand 31. Dezember 2023). Die Nachbargemeinden sind Bruno, Carentino (AL), Cassine (AL), Castelnuovo Belbo, Fontanile, Frascaro (AL), Gamalero, Maranzana, Nizza Monferrato, Quaranti und Ricaldone (AL).

## Kulinarische Spezialitäten
In Mombaruzzo werden Reben für den Dolcetto d’Asti, einen Rotwein mit DOC Status angebaut. Die Beeren der Rebsorten Spätburgunder und/oder Chardonnay dürfen zum Schaumwein Alta Langa verarbeitet werden. Die Muskateller-Rebe für den Asti Spumante, einen süßen DOCG-Schaumwein mit geringem Alkoholgehalt sowie für den Stillwein Moscato d’Asti wird hier ebenfalls angebaut. Aus der Rebsorte Brachetto wird der liebliche Schaumwein Brachetto d’Acqui hergestellt. In Mombaruzzo werden auch Reben der Sorte Barbera für den Barbera d’Asti, einen Rotwein mit DOCG Status, sowie für den Barbera del Monferrato angebaut.
Berühmt ist die Gemeinde für die Amaretti, die hier bis heute nach traditionellem Rezept hergestellt werden.

## Galerie

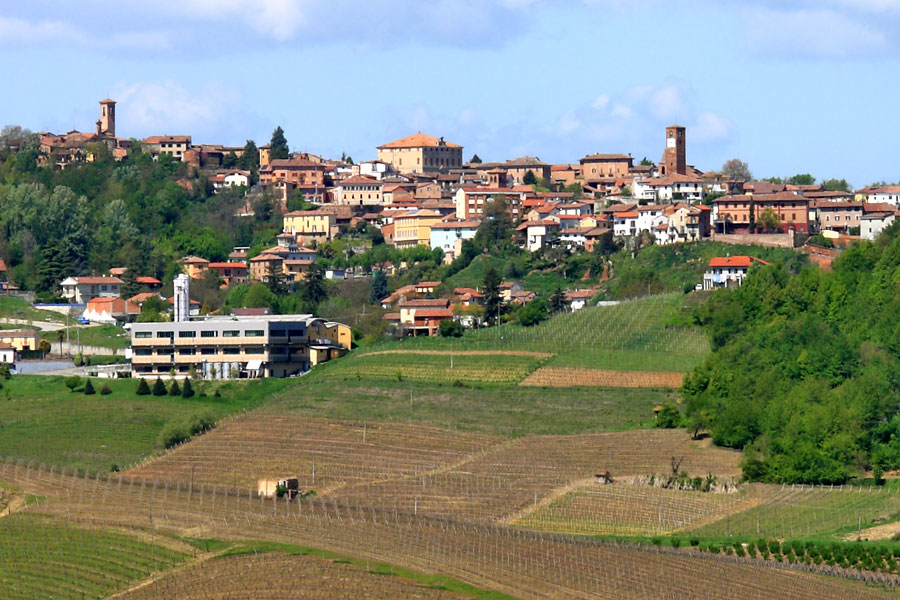
Panorama
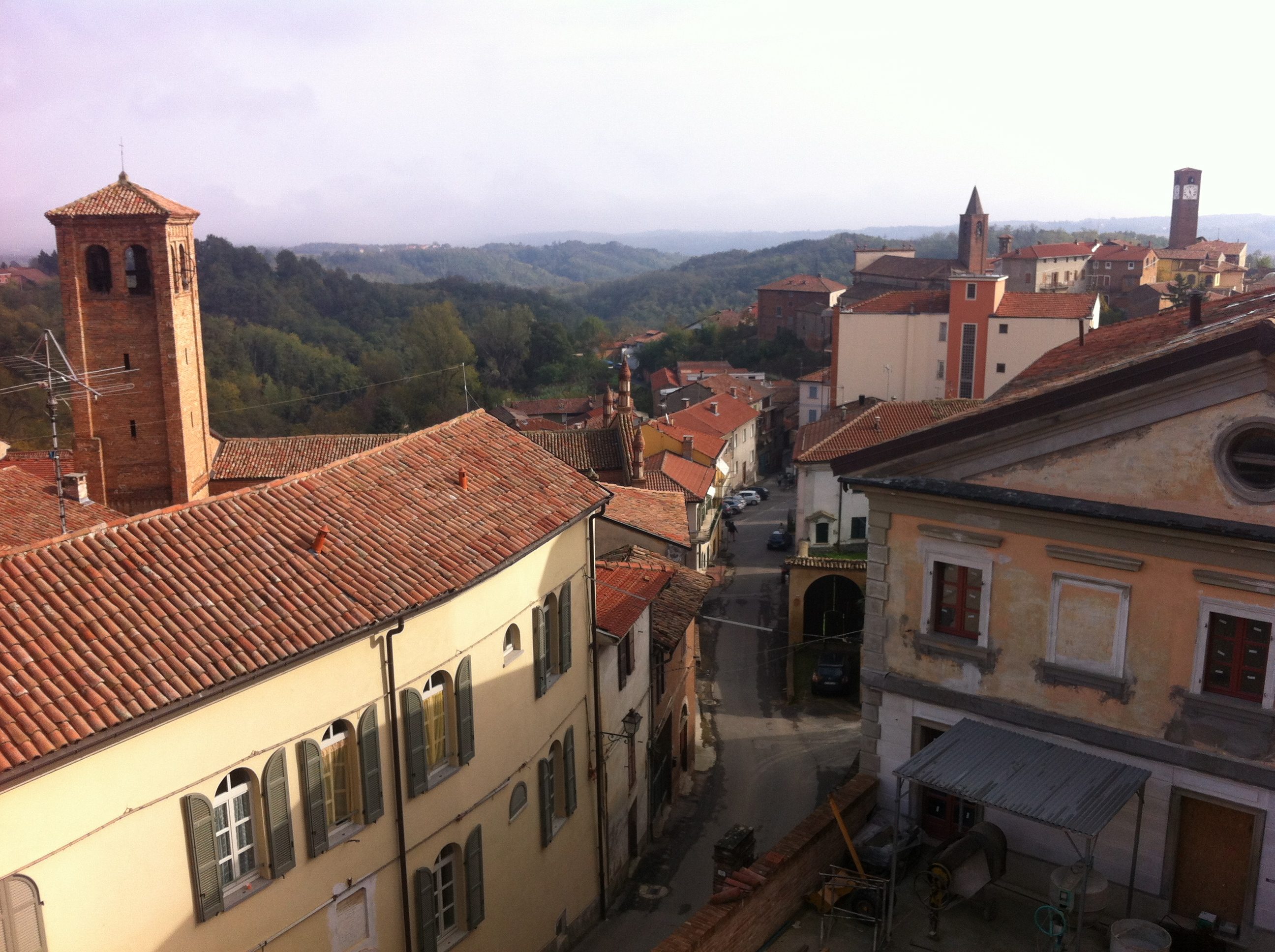
Blick auf  das Dorfzentrum von Mombaruzzo
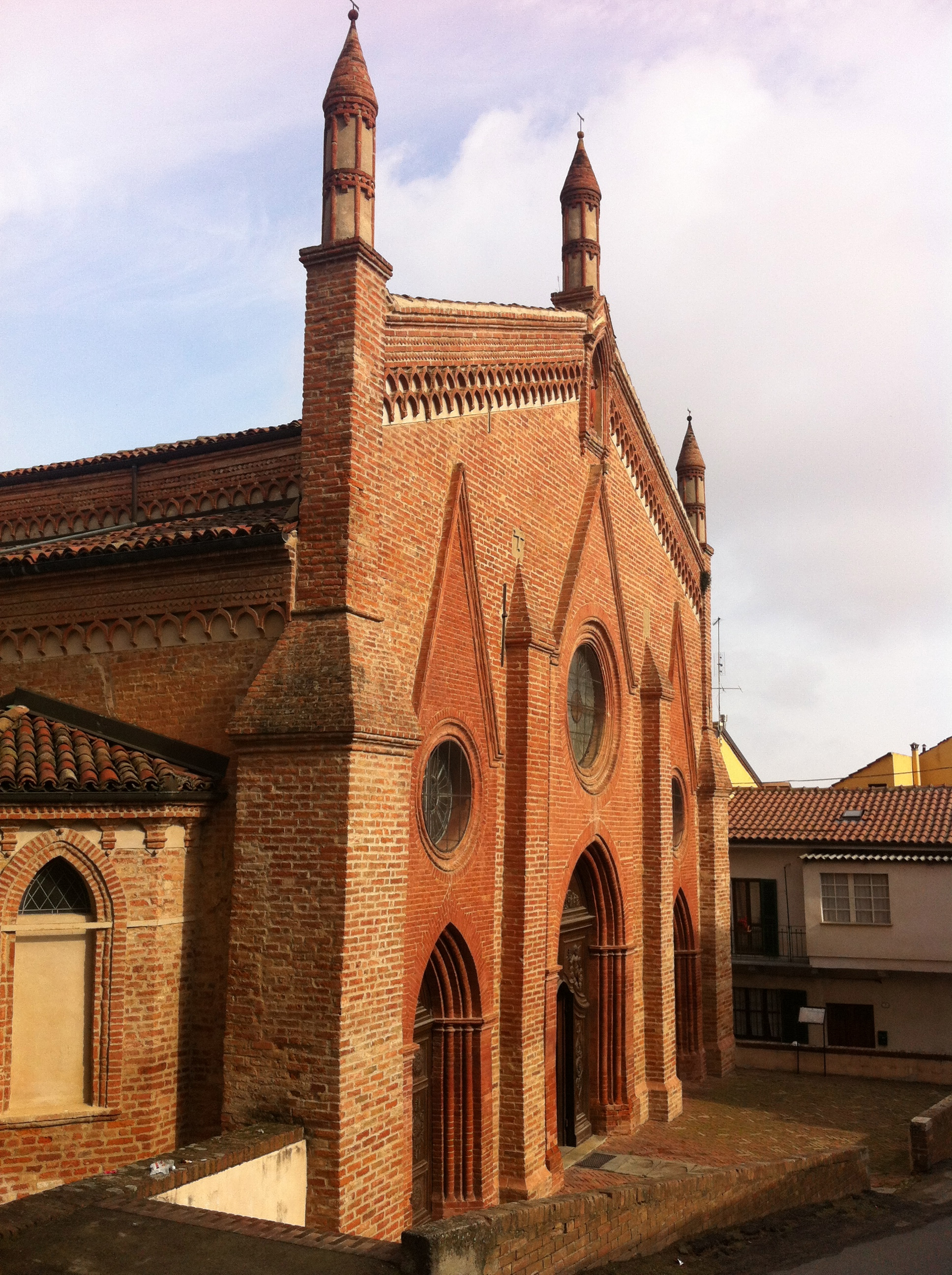
Pfarrkirche Sant’Antonio Abate
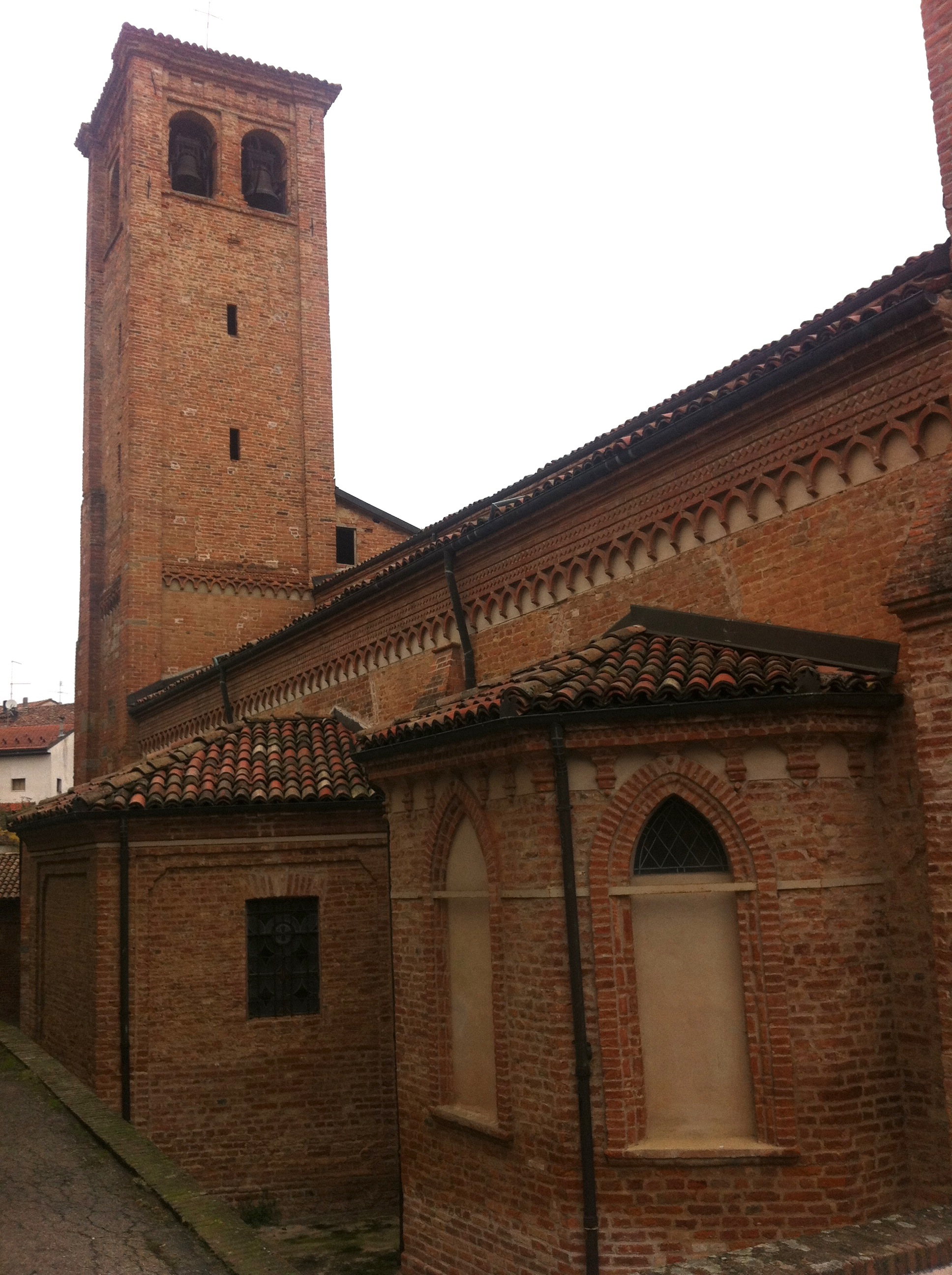
Glockenturm der Pfarrkirche Sant’Antonio Abate
Amaretto aus Mombaruzzo

## Sehenswürdigkeiten
- Pfarrkirche Sant’Antonio Abate, ursprünglich erbaut im romanischen Stil zwischen dem 11. und 12. Jahrhundert, 1750 im Stile des Barock an der Apsis erweitert, der Glockenturm stammt aus dem 15. Jahrhundert